# Phyllanthus chandrabosei
Phyllanthus chandrabosei är en emblikaväxtart som beskrevs av Rafaël Herman Anna Govaerts och Radcl.-sm.. Phyllanthus chandrabosei ingår i släktet Phyllanthus och familjen emblikaväxter. Inga underarter finns listade i Catalogue of Life.